# Ingestre
Ingestre is een civil parish in het bestuurlijke gebied Stafford in het Engelse graafschap Staffordshire. De naam zou zijn afgeleid van 'Ingestrent', een weide, of ing in oud Deens, aan de Trent.
Archeologische vondsten zoals een stenen handbijl en patronen in het landschap wijzen op menselijke bewoning lang voor de jaartelling. De eerste vermelding van het dorp is in het Domesday Book van 1086, waar Ingestre staat vermeld als 'Gestreon'. De dorpskerk dateert uit 1673-1676 en vervangt een middeleeuws bouwwerk, waarvan enkele glas-in-loodramen zijn hergebruikt. Het ontwerp van de kerk wordt toegeschreven aan de schepper van St Paul's Cathedral in Londen, Christopher Wren, het houtwerk aan Grinling Gibbons.
In de vroege middeleeuwen ontstaan als een heerlijkheid, vormde het dorp van de 14e eeuw tot 1960 een bezitting van uiteindelijk 450 hectare van de familie Chetwynd, later verheven tot Earl Talbot en Lord Shrewsbury, die woonde te Ingestre Hall. In 1960 werd de bezitting opgedeeld en verkocht. Het monumentale Ingestre Hall, een renaissancistisch landhuis uit 1613, in de vroege 19e eeuw gerenoveerd door architect John Nash, werd aangekocht door een voorloper van de Sandwell Metropolitan Council en is thans in gebruik als kunstonderwijs- en conferentiecentrum.
Hoewel de civil parish in 1979 is gefuseerd tot Ingestre with Tixall met de parish van het iets zuidelijker gelegen dorp Tixall, worden verschillende functies nog gescheiden georganiseerd. In 2001 telde Ingestre 111 inwoners, van wie 98 stemgerechtigd, en 41 woningen.